# Rustam Gielmanow

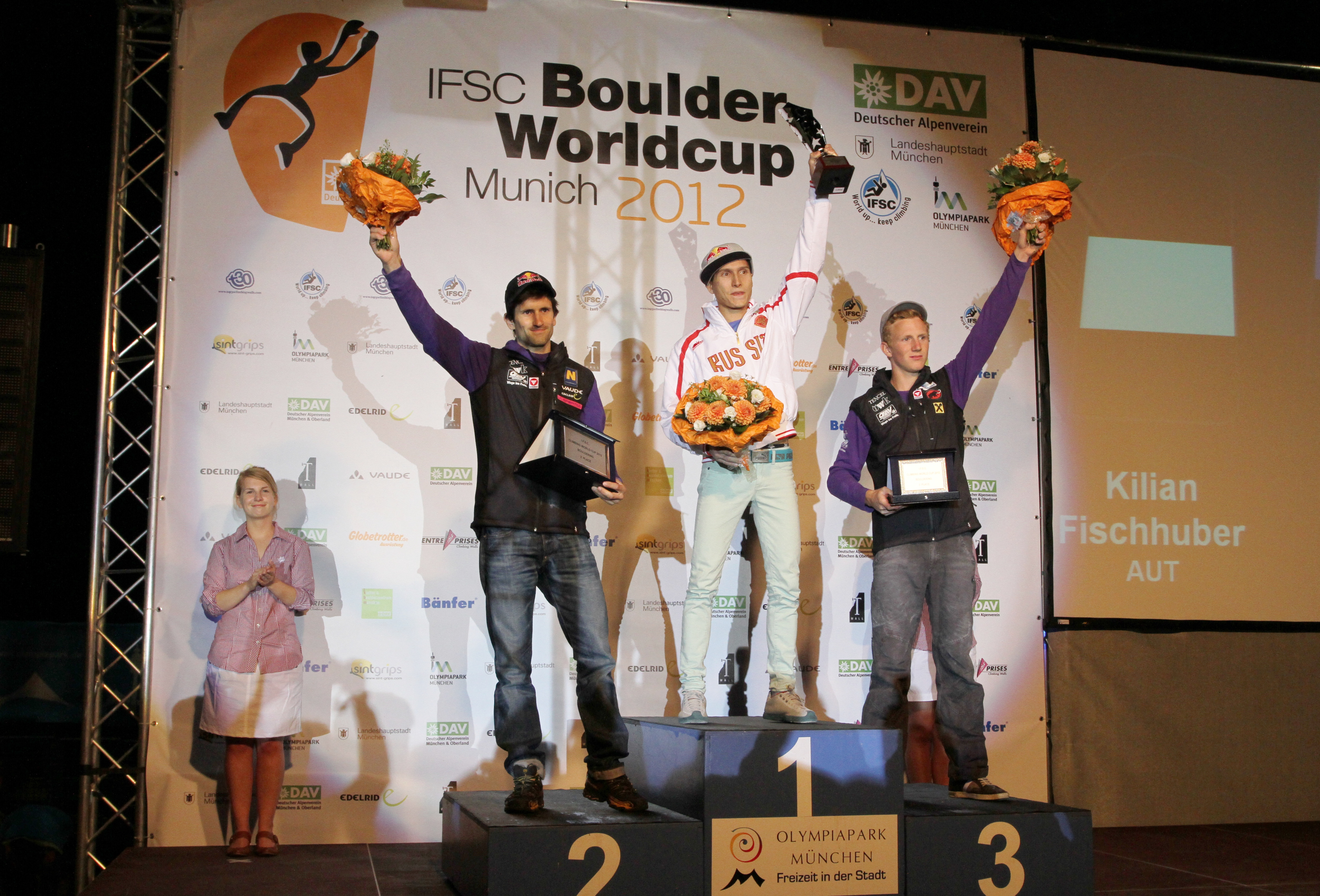
PŚ 2012 Monachium. Stoją od lewej: Kilian Fischhuber AUT (2 m.), Rustam Gielmanow RUS (1 m.) i Jakob Schubert AUT (3 m.)

Rustam Gielmanow (ros. Рустам Азатович Гельманов; ur. 6 grudnia 1987 w Tekely) – rosyjski wspinacz sportowy. Specjalizował się w boulderingu, prowadzeniu oraz we wspinaczce łącznej. Wicemistrz świata we wspinaczce sportowej w konkurencji boulderingu w roku 2009.

## Kariera sportowa
W zawodach wspinaczkowych, które odbyły się w chińskim Xining w 2009 wywalczył srebrny medal mistrzostw świata w boulderingu w finale przegrał z innym reprezentantem Rosji, Aleksiejem Rubcowem. 
Na mistrzostwach świata w 2011 we włoskim Arco oraz w 2012 w Paryżu zdobywał brązowe medale we wspinaczce sportowej w konkurencji boulderingu.
Wielokrotny uczestnik, medalista festiwalu wspinaczkowego Rock Master, który corocznie odbywa się na słynnych ścianach wspinaczkowych w Arco, gdzie był zapraszany przez organizatora zawodów. W 2010 na tych zawodach wspinaczkowych zdobył srebrny medal w boulderingu.

## Osiągnięcia

### Mistrzostwa świata
| Konkurencje | 2007 | 2009 | 2011 | 2012 | 2014 | 2016 |
| Bouldering  | 8    | 2    | 3    | 3    | 21   | 18   |

### Mistrzostwa Europy
| Konkurencje | 2007 | 2008 | 2010 | 2013 | 2017 |
| Bouldering  | 28   | 6    | 16   | 7    | 35   |

### Rock Master
| Konkurencje | 2009 | 2010 | 2014 | 2017 |
| Bouldering  | 5    | 2    | 10   | 39   |